# 韋瑟斯菲爾德 (康乃狄克州)
韋瑟斯菲爾德（英語：Wethersfield）是一個位於美國康乃狄克州哈特福縣的城鎮。

## 地理
韋瑟斯菲爾德的座標為41°42′51″N 72°39′09″W / 41.71417°N 72.65250°W，而該地的平均海拔高度為13米（即43英尺）。

## 人口
根據2010年美國人口普查的數據，韋瑟斯菲爾德的面積為34.00平方千米，當中陸地面積為31.90平方千米，而水域面積為2.10平方千米。當地共有人口26,668人，而人口密度為每平方千米784人。